# Giulio Obici
Giulio Obici (Venezia, 10 maggio 1934 – Muslone, 21 gennaio 2011) è stato un giornalista e fotografo italiano.
Il suo nome è legato principalmente alle inchieste realizzate per il suo giornale Paese Sera, negli anni della strategia della tensione e del terrorismo, sullo stragismo, i servizi segreti deviati, le trame nere e i processi politici. Accanto all’attività di giornalista, si è dedicato alla fotografia, realizzando immagini attraversate da una ricerca della dimensione surreale, onirica o ironica presente nei luoghi e nella vita quotidiana.
Autore del saggio Venezia fino a quando? (1967), ha pubblicato i volumi fotografici Racconti metropolitani (2002) e Folletti (2003). Nel 2015 è uscito postumo, edito da Marsilio, il suo libro di ricordi e di riflessioni sulla fotografia Il flânueur detective. Tra fotografia e racconto i ricordi degli anni più belli.

## Biografia
Giulio Obici nasce a Venezia nel 1934, da una famiglia di intellettuali socialisti e antifascisti.
“Sono cresciuto a Venezia, in una famiglia dove fin dalla prima infanzia ho sempre visto gli adulti trascorrere le giornate, da mane a sera, scrivendo”, racconta nel suo libro di ricordi.  
La madre e il padre sono entrambi giornalisti. Carolina Obici, che lavora per La Lettura, è nipote di Gianpietro Talamini, fondatore e primo direttore del quotidiano del Nord-est Il Gazzettino, dalla cui proprietà la famiglia Talamini viene estromessa sotto il regime di Mussolini. Il padre Mario è caporedattore centrale del Gazzettino, ruolo che abbandona nel 1944 con l’occupazione di Venezia da parte dei nazifascisti.
Il nonno paterno, militante del partito socialista, è invece lo psichiatra Giulio Obici, primario dell’ospedale psichiatrico di Venezia, di formazione kraepeliniana, che già nei primi anni del Novecento aveva bandito i letti di contenzione e le catene cui venivano legati i malati di mente.
Durante la guerra, la famiglia Obici collabora con la Resistenza, ospita nella sua casa le riunioni clandestine del Comando Piazza, l’organizzazione militare del CLN, aiuta diversi rifugiati politici a nascondersi, diffonde la stampa clandestina. Questo impegno antifascista segna profondamente l’infanzia di Obici e la sua formazione.
Lo stesso Obici si avvierà alla professione dei genitori già durante gli anni degli studi universitari in Giurisprudenza, specializzandosi nella cronaca giudiziaria e nel giornalismo d’inchiesta per il quotidiano romano Paese Sera. Nel 1957, a Venezia, segue il processo Montesi, poi si trasferisce a Milano e negli anni della strategia della tensione è fra quel gruppo di giornalisti che si impegna nelle inchieste di controinformazione sui temi dello stragismo, delle trame nere, del terrorismo; autori come Marcella Andreoli e Marco Sassano dell’Avanti!, Gianni Flamini dell’Avvenire, Giuliano Marchesini della Stampa, Marco Nozza, Guido Nozzoli, Gian Pietro Testa del Giorno, Umberto Zanatta di Stampa Sera, Fabio Isman del Messaggero, e poi Marco Fini, Ibio Paolucci, Corrado Stajano, Giorgio Bocca, Camilla Cederna, Gianpaolo Pansa.
Nel 1973 si occupa quindi dell’istruttoria del giudice Giovanni Tamburino sulla Rosa dei Venti a Padova e dell’inchiesta 7 Aprile, condotta dal sostituto procuratore Pietro Calogero sull’Autonomia Organizzata e i suoi rapporti con le Brigate Rosse.
Negli anni ottanta segue i processi di mafia a Palermo e nel decennio successivo le inchieste di Mani pulite.
Nello stesso tempo, fin dai vent’anni, si dedica alla fotografia, considerandola una pratica intima di dialogo e scoperta della realtà, una “cassaforte della memoria” e un “gesto” in grado di cogliere il lato misterioso dei luoghi, degli oggetti, della vita.
“Ho scritto pubblicamente e ho fotografato in privato - afferma a proposito della sua attività di fotografo - sono stato così esposto nello scrivere che non ho mai pensato di esibire, e tanto meno sbandierare, le mie foto. Ciò non significa, tuttavia, che abbia praticato la fotografia per farne un diario personale: mi sarei sentito un dilettante. Che idea, si dirà: uno che fotografa senza ragioni di lucro è sempre un dilettante. Non è vero: la professionalità di un qualsiasi esercizio intellettuale non dipende dalla remunerazione che ne derivi. È piuttosto uno stile di lavoro (…). Anche i fotografi non si distinguono in professionisti e dilettanti, ma in bravi e non bravi”.

## La passione per la fotografia
L’amore per la fotografia, Obici lo eredita dal padre, appassionato fotoamatore fin dagli anni trenta. “La Leica III era entrata in casa nel 1938. Era costata la bellezza di duemilatrecento lire, obiettivo compreso. Se penso che mio padre guadagnava allora duemila lire tonde al mese, non ho difficoltà a immaginare quanto desiderasse appendersela al collo. Era un bravo fotografo: amava i ritratti e i paesaggi”, racconta nel libro Il Flâneur detective.
Come fotografo Obici segue una visione bressoniana della fotografia, fedele all’inquadratura originaria dello scatto, all’immagine catturata di un frammento di realtà che attraverso la composizione formale sappia farsi metafora della vita, raccontare la realtà ma alludere anche ad altro, aprendosi a molteplici associazioni e narrazioni. Nelle sue immagini si ritrovano echi della cultura surrealista, il gioco del non-sense, l’idea di una realtà da svelare e scoprire nella sua infinità di suggestioni ed evocazioni. Con le sue immagini Obici “evoca la poesia dell’attimo fuggente, che rimanda a ricordi sopiti nella memoria e fa riemergere il senso segreto della realtà”, scrive il giornalista Giampietro Guiotto. E la storica dell’arte Olivia Corsini afferma: “[La sua poetica] è riassumibile nel concetto di epifania, una piccola rivelazione che scosta il velo della lente quotidiana che uniforma la visione e permette di vedere ciò che ci circonda come se fosse la prima volta che lo vediamo”.
Questa concezione della fotografia sottende tutta produzione di Obici, all’interno della quale si possono individuare alcuni temi ricorrenti: lo sguardo sulla città, in particolare Milano, dove Obici ha a lungo vissuto, uno sguardo che si concentra sulla molteplicità di segni e di immagini che attraversano lo spazio urbano; l’interesse per le scritte murali, in cui Obici “scopre gli umori di un’epoca, costruendo un regesto di motti, slogan, sfoghi, dichiarazioni d’amore e proclami politici che si fanno voce vivida di un clima e diventano storia”; un lungo lavoro sugli spazi murali destinati alle affissioni per le campagne elettorali, che, spogliati dei manifesti, divengono metafora del “vuoto della politica” e si trasformano in composizioni astratte, e infine la rappresentazione di oggetti, spazi, paesaggi naturali colti da angolazioni particolari o in una dimensione sospesa.
“Per Giulio Obici la fotografia è lo strumento per un appassionante esercizio dello sguardo che permette di scoprire di volta in volta nella realtà un quadro informale (I muri), un gioco surrealista (I folletti e le Cronache metropolitane), un’opera concretista (Le angolazioni). La lezione dell’arte delle avanguardie artistiche del Novecento viene applicata da Obici nella sua quotidiana pratica di ricognizione della realtà, osservando e aspettando che le forme e le storie del mondo svelino spazi per l’immaginazione e per la fantasia”.

## L’archivio
L’archivio di Giulio Obici si compone di circa 13.500 scatti, realizzati tra il 1980 e il 2010. La produzione precedente è stata distrutta da un’improvvisa acqua alta nello studio di Venezia. È stato riordinato e catalogato nel 2014 dalla storica dell’arte Olivia Corsini con l’aiuto della compagna di vita di Obici, Marcella Andreoli, e dell’amico giornalista e archivista Pippo Iannaci.

## Libri e mostre
- Venezia fino a quando?, Marsilio, Padova, 1967 (Nuova edizione Marsilio, Venezia, 1996).
- La mia Milano in bianco e nero, Biblioteca Dergano Bovisa, Milano, dal 1 al 6 ottobre 2001.
- Racconti metropolitani, a cura di Basilio Tabeni, Spazio mostre dell’ufficio turistico di Iseo, dal 1 al 28 giugno 2002.
- Folletti, Galleria dell’Incisione, Brescia, 2003.
- Giulio Obici: Antologica, Wavephotogallery, Brescia, dal 9 al 27 novembre 2013.
- Giulio Obici fotografo, a cura di Olivia Corsini, Zoom Edition, Montichiari, 2013.
- I muri, Mia Photo Fair, Milano, 2014.
- Il flâneur detective. Tra fotografia e racconto i ricordi degli anni più belli, Marsilio, Venezia, 2015.
- Appunti, a cura di GruppoIseoImmagine, Casa Panella, Iseo, dal 29 novembre al 26 dicembre 2015.
- Appunti, Ufficio turistico, Montisola, 2016.
- Appunti per strada, a cura di Renato Corsini, Sala Santi Filippo e Giacomo, Brescia, dal 5 al 20 marzo 2016.
- Il flâneur detective, Galleria Tre Oci, Venezia, 2016.
- I fotografi veneti del Novecento, a cura di Walter Liva, Chiesa di San Lorenzo, San Vito al Tagliamento, dal 4 novembre 2017 al 7 gennaio 2018.

## Curiosità
Giulio Obici è stato protagonista di una delle false prime pagine ideate dalla rivista satirica Il Male. Sul numero di giovedì 3 maggio 1979 di un presunto Paese Sera appare il titolo: “Arrestato in nottata il giornalista Giulio Obici. Sarebbe lui il telefonista del caso Moro?".